# Parenti, amici e tanti guai
Parenti, amici e tanti guai (Parenthood) è un film del 1989 diretto da Ron Howard.

## Trama
Unioni e disaccordi di quattro famiglie, nella Florida di fine anni '80. Gil Buckman, un uomo d'affari statunitense innamorato della moglie Karen, cerca di essere un padre perfetto per i suoi tre bambini, Kevin, Taylor e Justin, dei quali si occupa con grande affetto, ricordando quanto ha sofferto nella propria infanzia per essere stato trascurato dal padre Frank. Il clan familiare di Gil è molto unito: oltre all'anziano padre Frank, alla madre e alla vecchia e arzilla nonna, ci sono i tre fratelli (Larry, Susan ed Helen).
La sorella Helen, da tempo abbandonata dal marito, non si è trovata un altro compagno e sente molto la propria solitudine di donna, resa più pesante dalle serie difficoltà procuratele dai figli: Julie, una sedicenne assai precoce innamorata del giovane Tod, e Garry, un tredicenne chiuso e complessato, che soffre per la mancanza del padre.
L'altra sorella, Susan, è sposata con l'estroso Nathan e i due allevano l'unica bambina, Patty, di circa tre anni, come un piccolo mostro sapiente. Infine l'ultimo fratello Larry - prediletto dal padre, che lo ha viziato fino a farlo diventare un fannullone irresponsabile sempre nei guai per debiti di gioco - dopo lunghi vagabondaggi, è appena tornato alla casa paterna con un figlioletto dalla pelle scura, Cool, avuto da un'avventura occasionale.

## Serie televisive
Dal film sono state tratte tre serie televisive: Fra nonni e nipoti (1990-1991) e Parenthood (2010-2015), trasmesse entrambe sulla NBC, e Tutto può succedere, trasmessa su Rai 1.